# Liste der Gouverneure von Punjab (Indien)
Die folgende Tabelle listet die Gouverneure von Punjab mit jeweiliger Amtszeit auf. Am 1. November 1966 wurde das Gebiet von Haryana als eigenständiger Bundesstaat von Punjab abgespalten. Seit Juli 1984 ist der Gouverneur des indischen Bundesstaates Punjab gleichzeitig Administrator von Chandigarh.
| #  | Name                                         | Amtsantritt        | Ende der Amtszeit  |
| 1  | Chandulal Madhavlal Trivedi (1893–1981)      | 15. August 1947    | 10. März 1953      |
| 2  | Chandeshwar Prasad Narayan Singh (1901–1993) | 11. März 1953      | 14. September 1958 |
| 3  | Narhar Vishnu Gadgil (1896–1966)             | 15. September 1958 | 30. September 1962 |
| 4  | Pattom A. Thanu Pillai (1885–1970)           | 1. Oktober 1962    | 3. Mai 1964        |
| 5  | Hafiz Muhammad Ibrahim (1888–1968)           | 4. Mai 1964        | 31. August 1965    |
| 6  | Ujjal Singh (1895–1983)                      | 1. September 1965  | 26. Juni 1966      |
| 7  | Dharma Vira (1906–2000)                      | 27. Juni 1966      | 31. Mai 1967       |
| 8  | Mehar Singh (1908–)                          | 1. Juni 1967       | 15. Oktober 1967   |
| 9  | D. C. Pavate (1899–1978)                     | 16. Oktober 1967   | 20. Mai 1973       |
| 10 | Mahendra Mohan Choudhury (1908–1982)         | 21. Mai 1973       | 31. August 1977    |
| 11 | Ranjit Singh Narula (1915–2005)              | 1. September 1977  | 23. September 1977 |
| 12 | Jaisukh Lal Hathi (1909–1982)                | 24. September 1977 | 25. August 1981    |
| 13 | Aminuddin Ahmad Khan (1911–1983)             | 26. August 1981    | 20. April 1982     |
| 14 | M. Chenna Reddy (1919–1996)                  | 21. April 1982     | 6. Februar 1983    |
| 15 | Surjit Singh Sandhawalia (1925–2007)         | 7. Februar 1983    | 20. Februar 1983   |
| 16 | Anant Prasad Sharma (1919–1988)              | 21. Februar 1983   | 9. Oktober 1983    |
| 17 | Bhairab Dutt Pande (1917–2009)               | 10. Oktober 1983   | 2. Juli 1984       |
| 18 | Kershasp Tehmurasp Satarawala (1916–2001)    | 3. Juli 1984       | 13. März 1985      |
| 19 | Arjun Singh (1930–2011)                      | 14. März 1985      | 13. November 1985  |
| 20 | Hokishe Sema (1921–2007)                     | 14. November 1985  | 25. November 1985  |
| 21 | Shankar Dayal Sharma (1918–1999)             | 26. November 1985  | 1. April 1986      |
| 22 | Siddhartha Shankar Ray (1920–2010)           | 2. April 1986      | 7. Dezember 1989   |
| 23 | Nirmal Mukarji (1921–2002)                   | 8. Dezember 1989   | 13. Juni 1990      |
| 24 | Virendra Verma (1916–2009)                   | 14. Juni 1990      | 17. Dezember 1990  |
| 25 | Om Prakash Malhotra (1922–2015)              | 18. Dezember 1990  | 6. August 1991     |
| 26 | Surendra Nath (1926–1994)                    | 7. August 1991     | 9. Juli 1994       |
| 27 | Sudhakar Panditrao Kurdukar (* 1935)         | 10. Juli 1994      | 17. September 1994 |
| 28 | Bakshi Krishan Nath Chhibber (* 1936)        | 18. September 1994 | 26. November 1999  |
| 29 | Jack Farj Rafael Jacob (1923–2016)           | 27. November 1999  | 7. Mai 2003        |
| 30 | Om Prakash Verma (1937–2015)                 | 8. Mai 2003        | 2. November 2004   |
| 31 | Akhlaqur Rahman Kidwai (1920–2016)           | 3. November 2004   | 15. November 2004  |
| 32 | Sunith Francis Rodrigues (1933–2022)         | 16. November 2004  | 21. Januar 2010    |
| 33 | Shivraj Patil (* 1935)                       | 22. Januar 2010    | 21. Januar 2015    |
| 34 | Kaptan Singh Solanki (* 1939)                | 21. Januar 2015    | 22. August 2016    |
| 35 | V. P. Singh Badnore (* 1948)                 | 22. August 2016    | 30. August 2021    |
| 36 | Banwarilal Purohit (* 1940)                  | 31. August 2021    | 31. Juli 2024      |
| 37 | Gulab Chand Kataria (* 1944)                 | 31. Juli 2024      | im Amt             |